# Shayta
Shayta, cũng đánh vần Suhayta, S'heita hoặc Su'heita, là một ngôi làng Syria nằm ở Cao nguyên Golan. Đây là một trong sáu ngôi làng Syria duy nhất ở Cao nguyên Golan vẫn còn đông dân sau Chiến tranh Sáu ngày. Sau khi Israel chiếm đóng khu vực này vào năm 1967, tổng điều tra dân số của Shayta là 176 người, giảm từ 200 vào năm 1960. Năm 1967, Shayta bị phá hủy một phần và một đồn quân sự được xây dựng ở vị trí của nó. Israel đã phá hủy hoàn toàn ngôi làng vào năm 1971-72 và dân số của nó bị buộc phải chuyển đến ngôi làng lân cận Mas'ade. Ngày nay, cư dân cũ của nó vẫn đang vận động để trở về làng của họ. Shayta nằm gần đường ngừng bắn giữa lực lượng Syria và Israel.